# Pio Vittorio Vigo
Pio Vittorio Vigo (ur. 4 listopada 1935 w Acireale, zm. 30 kwietnia 2021 w Weronie) – włoski duchowny rzymskokatolicki, arcybiskup ad personam, w latach 2002–2011 biskup Acireale.

## Życiorys
Święcenia kapłańskie przyjął 20 września 1958. Inkardynowany do diecezji Acireale, był wykładowcą w miejscowym seminarium oraz nauczycielem w szkołach średnich miasta, zaś w latach 1980-1981 pełnił urząd wikariusza generalnego diecezji.
13 stycznia 1981 został mianowany biskupem pomocniczym Katanii ze stolicą tytularną Astigi. Sakrę biskupią otrzymał 14 lutego 1981. 7 marca 1985 objął rządy w diecezji Nicosia, a 24 marca 1997 został mianowany arcybiskupem Monreale. 15 października 2002 został przeniesiony do diecezji Acireale z zachowaniem tytułu arcybiskupa, diecezję objął 30 listopada tegoż roku. 26 lipca 2011 przeszedł na emeryturę.